# 누벨칼레도니긴귀박쥐
누벨칼레도니긴귀박쥐(Nyctophilus nebulosus)는 애기박쥐과에 속하는 박쥐의 일종이다. 누벨칼레도니의 토착종이지만, 누메아 근처 코기 산에서도 발견된 기록이 있다.